# Nova Greece
Nova Telecommunications & Media S.A. (originalment Forthnet S.A., més tard Nova Telecommunications S.A.) és una empresa de telecomunicacions a Grècia que ofereix serveis de banda ampla, televisió, mòbils i fixos. També ofereix serveis per satèl·lit a Xipre. Va cotitzar a la Borsa d'Atenes fins a la seva retirada de cotització el 2021.
El juny de 2016, els serveis per a clients i PIMEs van ser rebrandats sota la marca Nova. La companyia va renunciar completament a la marca Forthnet el juny del 2020.
El 29 de maig de 2020, BC Partners' United Group va acordar comprar una participació majoritària de Nova a un consorci de 4 bancs grecs. Des del 29 d'abril de 2021 n'és l'accionista únic.
El 15 d'octubre de 2021, Nova va anunciar que tancaria alguns dels seus serveis més antics (com ara Dialup, Call-by-Call i tecnologia ADSL més antiga) el 15 de desembre d'aquell mateix any.
L'11 de gener de 2023 Wind Hellas es va fusionar amb Nova , per tant, els serveis de telefonia fixa i mòbil, Internet i altres serveis de Wind van passar a denominar-se Nova.